# اتفاقية الشعوب الأصلية والقبلية 1989
اتفاقية الشعوب الأصلية والقبلية 1989، هي معاهدة لمنظمة العمل الدولية (ILO) أو المعاهدة رقم (169). وهي من أهم الاتفاقيات الدولية الملزمة بشأن الشعوب الأصلية والقبلية والسباقة إلى إعلان حقوق الشعوب الأصلية.

أُقرّت عام 1989 وتنصّ مقدمتها على:
وإذ نضع في اعتبارنا المعايير الدولية الواردة في اتفاقية وتوصية حماية السكان الأصليين والقبليين لعام 1957،
وإذ نذكر بأحكام الإعلان العالمي لحقوق الإنسان، والمعاهدة الدولية للحقوق الاقتصادية والاجتماعية والثقافية، والمعاهدة الدولية للحقوق المدنية والسياسية والوثائق الدولية العديدة المتعلقة بمنع التمييز،
وإذ نرى أن التطورات التي حدثت في القانون الدولي منذ عام 1957 والتطورات في وضع الشعوب الأصلية والقبلية في جميع مناطق العالم، تجعل من المناسب أن تعتمد معايير دولية جديدة في هذا الشأن بهدف إلغاء الاتجاه الادماجي للمعايير السابقة،
وإذ نقر بتطلعات هذه الشعوب فيما يتعلق بالتحكم في مؤسساتها الخاصة وأساليب معيشتها وتنميتها الاقتصادية، وبصون وتنمية هوياتها ولغاتها ودياناتها، في إطار الدول التي تعيش فيها،

وإذ نلاحظ أن هذه الشعوب في أجزاء كثيرة من العالم، لا يمكنها التمتع بحقوق الإنسان الأساسية داخل الدول التي تعيش فيها بنفس درجة تمتع بقية سكان هذه الدول بهذه الحقوق، وأن قوانينها وقيمها وعاداتها ورؤاها قد تآكلت في كثير من الأحيان...

## الوثيقة
صيغت المعاهدة من مقدمة ويتبعها 44 مادة مقسمة إلى عشر أقسام وهي:
- القسم الأول: السياسة العامة
- القسم الثاني: الأرض
- القسم الثالث: التوظيف وظروف العمل
- القسم الرابع: التدريب المهني والمهن اليدوية والصناعات الريفية
- القسم الخامس: الأمن الاجتماعي والصحة
- القسم السادس: التعليم ووسائل الاتصال
- القسم السابع: التواصل والتعاون الخارجي
- القسم الثامن: الإدارة
- القسم التاسع: أحكام عامة
- القسم العاشر: أحكام ختامية

## التعديلات
هذه المعاهدة نُقحت بالمعاهدة 107، معاهدة الشعوب الأصلية والقبلية 1957. وبعض الدول التي أقرت معاهدة 1989 أشعرت بإنهاء معاهدة 1957 رسمياً.

## الغاية والتاريخ
تُعد معاهدة الشعوب الأصلية والقبلية القانون الدولي الإجرائي الأهم الذي يضمن حقوق الشعوب الأصلية والقبلية، وتعتمد قوتها على عدد كبير من الموافقات بين الأمم.
إن مراجعة المعاهدة 107 منعت الحكومات من الاستمرار بالسياسات التي تعتبر إدماجية وإدخالية. وأكدت على حقوق الشعوب الأصلية والقبلية بأن تختار أن تندمج أو أن تبقي على استقلالها الثقافي والسياسي. تعترف المواد 8-10 بالثقافات والتقاليد والظروف الخاصة بالشعوب الأصلية والقبلية.
وفي تشرين الثاني 2009، استخدم قرار محكمة في تشيلي قانون الاتفاقية، فاعتُبر علامةً فارقة في شأن حقوق السكان الأصليين؛ إذ حكمت المحكمة بالإجماع لصالح منح مجتمعي تشوسميزا Chusmiza وأوسماغاما Usmagama ضخاً للمياه بقوة 9 ليترات في الدقيقة. امتد النزاع القانوني لمدة 14 عاماً، ومراكز حقوق المياه في واحدة من أكثر الصحارى جفافاً في العالم. أيد قرار المحكمة العليا بخصوص حقوق مياه أيمارا Aymara قرارات المحكمة المختصة بوزو ألمونتي Pozo Almonto  ومحكمة استئناف ليكويكي Iquique وكان التطبيق القضائي الأول للاتفاقية فيي تشيلي. وفي وقت سابق للقرار تصاعدت بعض الاحتجاجات إثر الفشل في احترام الاتفاقية في تشيلي، إذ رفع زعماء شعب مابوتشي Mapuche أمرا قضائيا تقييديا ضد الرئيسة ميشال باشيليت Michelle Bachelet ووزير شؤون الرئاسة خوسيه أنتونيو فييرا جالو José Antonio Viera Gallo، الذي كان أيضا منسقا لشؤون الشعوب الأصلية، وذلك بدعوى فشل الحكومة بالامتثال الكامل مع بند الاتفاقية الذي ينص على حق «التشاور السابق» الذي يجب أن ينفذ بنية حسنة وبشكل مناسب للظروف، بهدف تحقيق الاتفاق أو الموافقة على الإجراءات المطروحة؛ كقطع الأخشاب والأعمال الزراعية ومشاريع المناجم في مناطق الشعوب الأصلية. سبق هذا أمثلة ناجحة عن تطبيق الاتفاقية في تشيلي، كقضية المرأة من شعب ماتشي Machi التي جاءت بأمر قضائي لحماية قطعة أرض فيها أعشاب تستخدم لغايات طبية، وكانت قد هددتها مشاريع الغابات. وأثير بعض الاهتمام في ذلك الوقت حول الإطار القانوني الذي يضع الحكومة على خط واحد مع المعاهدة وليس ضدها.